# 乌嘎
乌嘎（？—？）藏族，四川德格人，德格小土司。

## 生平
1951年5月23日，德格县人民政府正式成立，德格土司制被废除，德色乌嘎成为最后的德格土司。
1958年冬，恩珠仓·贡布扎西率“四水六岗卫教志愿军”一部撤至边坝地区，在恩达、丁青、嘉黎、扎木之间以边坝为中心的地区建立根据地。1959年藏区骚乱爆发后，1959年秋冬，以边坝为中心的地区已有一万余人的武装，占西藏暴动武装数量的43%，其中骨干有5000多人，各种枪支6000多支。1959年9月以后，美国中央情报局在该地区空降藏籍美国特务扎西仁登等17人，还空投了高射机枪、无后座力炮、30式步枪、手榴弹等武器弹药及电台等物资8个架次。1959年10月，该区域的武装人员在边坝组成了“四水六岗卫教志愿军总部”及最高指挥机构“团结会”。比如寺活佛夏仲、边坝寺活佛阿旺洛桑、强巴林寺第二大活佛谢瓦拉等人为首领，德格小土司乌嘎、江达头人齐美公布、丁青头人呷日本·才旺多吉、松宗头人蔡刀、边坝宗本秘书普顿堆等十多人为各路军队的司令。
1960年初，边坝地区被中国人民解放军西藏军区划为“一号地区”，由丁指直接指挥约1.8万人的兵力进行围歼。参战的中国人民解放军部队于2月25日前进到战区边沿集结，形成合围态势，2月29日开始战役，3月22日起开始全面搜剿，经过连续25天搜剿，毙伤及俘获包括大部分空降特务及骨干在内的一万多名“叛乱分子”，俘获了夏仲、乌嘎、康多嘎多、普顿堆、齐美公布、呷日本·才旺多吉，缴获大批武器弹药，将该地区武装消灭。其中，中国人民解放军一三〇师三九〇团在进剿时，班长许哲安和两名战士以汉话、藏话喊：“缴枪不杀！”，促使卫教军副司令乌嘎放下武器。后来又利用乌嘎喊话，争取到卫教军的首领、骨干14人投降。1960年3月26日，中央军委通报嘉奖参加一号地区平叛的中国人民解放军部队。